# Driever (Westoverledingen)
Die Ortschaft Driever liegt in der Gemeinde Westoverledingen direkt am Emsdeich zwischen Grotegaste und Esklum. In der Ortschaft leben rund 120 Einwohner. Damit ist Driever die kleinste Ortschaft der Gemeinde, in der insgesamt rund 20.000 Einwohner leben.

## Geschichte
Erstmals geschichtlich erwähnt wurde Driever, bereits um das Jahr 1000. Der alte Deichweg führte damals über Kommende Muhde nach Driever, von denen als „Latamuthon“ und „Thribirgi“ berichtet wird. Driever stand im Mittelalter weitgehend im Schatten der Johanniterklosters in Muhde, die – erstmals 1319 erwähnt – im 15. Jahrhundert ihre Blütezeit erreichte. Driever gehörte bis zur Reformation zur Propstei Leer des Bistums Münster und wird in einem dortigen Verzeichnis um 1500 Dryver genannt. Der Name bedeutet wahrscheinlich „drei Fähren“ (Drieveer). Die drei Fähren führten in alter Zeit nach Haseborg, Kirchborgum und wahrscheinlich Feestenborg ins Rheiderland. Um 1750 hatte Driever rund 200 Einwohner.
Am 1. Januar 1973 wurde Driever in die neue Gemeinde Westoverledingen eingegliedert.

## Politik
Ortsvorsteher in Driever ist Hans-Jürgen Erfkamp.

## Einrichtungen
Im Ortszentrum befindet sich die evangelisch-reformierte Kirche. Der Westturm der Reformierten Kirche in Driever wurde 1696 errichtet. Die heutige Kirche wurde in den Jahren 1874/75 erbaut. Die im Jahre 1885 erbaute Orgel ist in einem fast originalgetreuen Zustand. In Weekeborg wird eine Strecke von rund 800 Metern von einem „Museumsdeich“ gesäumt, der einen Größenvergleich mit dem heutigen Deich erlaubt. Er enthält auch ein Diekgatt (Deichloch), durch das die Bauern früher auf das fruchtbare Deichvorland gelangen konnten. Mit dem Weekeborger Siel ist hier auch ein altes Wasserbauwerk erhalten geblieben, das den Abfluss des Wassers aus dem Hinterland sicherstellte und Schutz vor Hochwasser bot. Auf dem kleinen Sportplatz am Ortsrand kickten bis vor einigen Jahren die Hobby-Fußballer von Amisia Driever.